# Smal kornlöpare
Smal kornlöpare (Amara apricaria) är en skalbaggsart som beskrevs av Gustaf von Paykull. Smal kornlöpare ingår i släktet Amara och familjen jordlöpare. Arten är reproducerande i Sverige. Inga underarter finns listade i Catalogue of Life.

## Bildgalleri

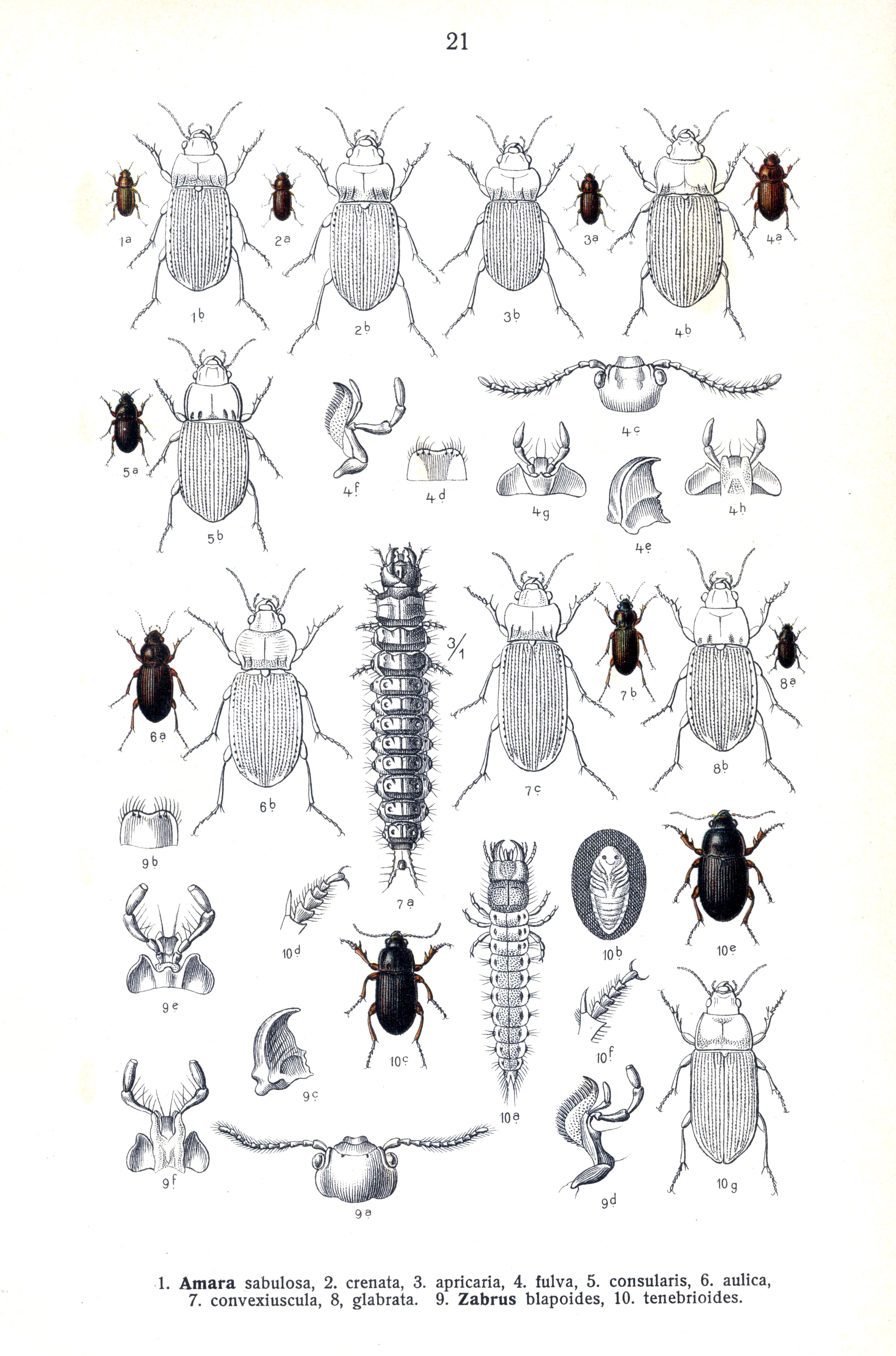
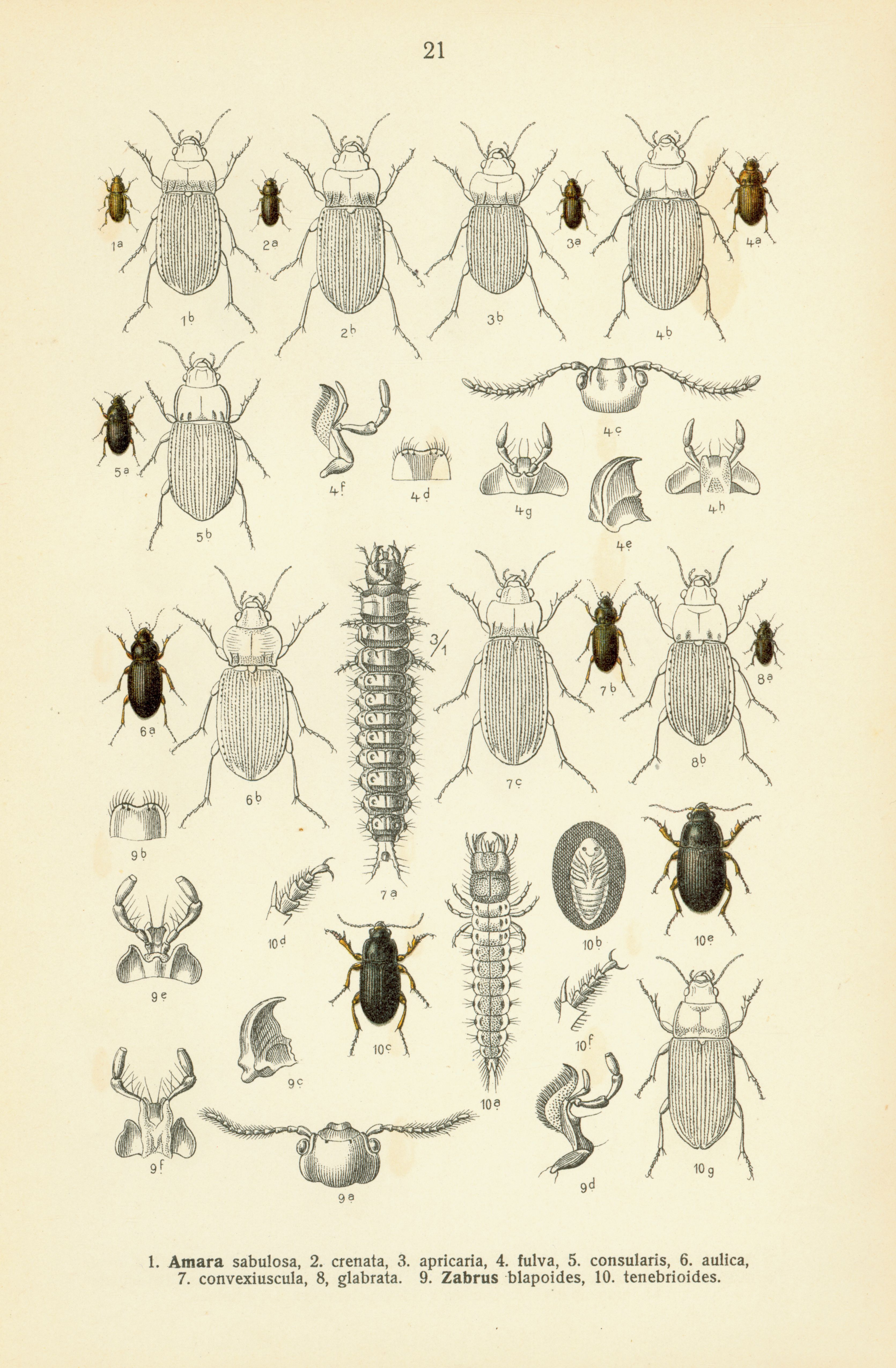